# Nodaria pacifica
Nodaria pacifica là một loài bướm đêm trong họ Noctuidae.